# Крушение вертолёта «Чинук» (2004)
Крушение вертолёта «Чинук» над Эгейским морем произошло в субботу 11 сентября 2004 года в северной части Эгейского моря, близ полуострова Халкидики. В авиакатастрофе погибли все 17 человек, находившихся на борту: делегация Александрийской православной церкви во главе с Патриархом Александрийским и всей Африки Петром VII, летевшая на Афон, и пятеро членов экипажа.

## События
Вертолёт типа «Chinook CH-47SD» был закуплен в США для греческой армии за полгода до трагедии и являлся самым новым из шестнадцати таких же вертолётов, купленных Грецией. Вообще эта техника считалась очень надёжной — до этого нештатная ситуация с греческим «Чинуком» произошла в 1984 году. Вертолёты этого типа имеют два двигателя и два винта, каждый из которых позволяет совершить экстренную посадку в случае отказа второго. Вертолёт был специально оборудован для перевозки VIP-персон. По словам военных, все четыре пилота были очень хорошими лётчиками и в случае чрезвычайной ситуации могли друг друга заменить. Управлял вертолётом командир подразделения.
В 9:30 по местному времени вертолёт вылетел из аэропорта Элевсина близ Афин и взял курс на святую гору Афон. В 10:55 он исчез с экранов радаров, когда находился в двенадцати милях к юго-западу от Афона. При этом вертолёт не подавал сигнала бедствия, а погодные условия в районе полёта были практически идеальными.
Согласно обнародованным впоследствии переговорам дежурных радиолокационных станций слежения, после того, как вертолёт пропал с экранов радаров, один из диспетчеров подумал, что вертолёт приземлился и приветствовал пилотов по радио, причём не придал значения тому, что на его приветствие не последовало ответа. Вертолёт начали искать лишь после того, как афонские монахи, ожидавшие визита Патриарха Петра, известили власти об опоздании вертолёта. Примерно через полтора часа после катастрофы диспетчеры военных радарных станций обсуждали, куда мог деться вертолёт, и пытались найти экипаж по сотовому телефону. Поисковая операция началась через несколько часов после падения машины в море.
В поисковой операции, которой руководил министр национальной обороны Греции, участвовали корабли греческих ВМС и береговой охраны, около 10 вертолётов. На следующий день ближе к вечеру южнее местности Халкидики в Эгейском море были обнаружены девять тел погибших и обломки вертолёта, от которого, по словам военных спасателей, «практически ничего не осталось». Вечером 14 сентября рыболовецкое судно обнаружило крупный металлический объект на глубине около 900 метров. К поиску присоединился фрегат греческого ВМФ «Наварин», экипаж которого при помощи сонаров подтвердил обнаружение корпуса вертолёта в нескольких километрах южнее полуострова Халкидики.
Греческое правительство заявило, что считает делом чести проведение операции по подъёму машины, несмотря на то, что вертолёт находился на дне моря на глубине 900 метров. 2 октября министерством обороны Греции совместно с военным флотом при помощи греческих учёных была начата операция по подъёму обломков вертолёта, завершившаяся 18 октября. По этому поводу министр развития Греции Димитрис Сиуфас сказал: «Государство доказало, что может справиться с этим трудным делом. Кроме того, операция обошлась казне меньше, чем в первоначально рассчитанные 40 миллионов евро».
Поднятые обломки вертолёта были направлены в США на экспертизу.

## Список погибших
Список погибших согласно афинскому Агентству религиозных новостей:
пассажиры
1. Петр VII (Папапетру) — Папа и Патриарх Александрийский и всей Африки, предстоятель Александрийской Православной Церкви, богослов, миссионер (55 лет)
2. Ириней (Таламбекос) — митрополит Пилусийский, миссионер (70 лет)
3. Хризостом (Пападопулос) — митрополит Карфагенский, представитель Александрийского Патриархата в Афинах (70 лет)
4. Нектарий (Келлис) — епископ Мадагаскарский, миссионер (52 года)
5. Арсений (Пацалос) — архимандрит, игумен монастыря Махера на Кипре (35 лет)
6. Каллистрат (Иконому) — архимандрит, первый секретарь Священного Синода Александрийского Патриархата (40 лет)
7. Нектарий Кондойоргос — патриарший архидиакон (25 лет)
8. Патроклос Аристидис-Папастефану — предприниматель, председатель правления Неправительственной организации «Александрийский маяк», советник патриарха (53 года)
9. Спирос Курсарис — полицейский, ответственный за охрану Патриарха (31 год)
10. Георгиос Папапетру — слесарь-сварщик, брат Патриарха Петра VII (50 лет)
11. Георгиос Ксенудакис, журналист, издатель прессы греческой диаспоры Ομογενειακού Τύπου (52 года)
12. Георгиос Маврос, специалист по уголовным вопросам, юридический советник патриарха, секретарь и член правления Фонда Патриархии (53 года)

экипаж
1. Димитриос Папаспиру — полковник, командир экипажа, командир 4-го батальона армейской авиации (43 года)
2. Панайотис Папанастасиу, майор (36 лет)
3. Сергиос Раптис, лётчик (31 год)
4. Панделис Хадзивангелис, сержант (32 года)
5. Панайотис Голегос, старший сержант (28 лет)

## Официальная реакция и соболезнования
Официальные лица Греции также выразили глубокие соболезнования в связи с трагедией. Премьер-министр Греции Костас Караманлис, выступая на открытии международной выставки в Салониках, сказал: 
Это огромная потеря для православия и для всего греческого народа.
Архиепископ Афинский и всея Эллады Христодул:
Патриарх Петр был не только самым молодым первоиерархом Православной Церкви, но и деятельным её руководителем. Мы горько оплакиваем эту потерю. С Патриархом меня связывали длительные дружеские отношения, и лишь несколько дней назад я принимал его у себя как гостя. Я глубоко соболезную семьям жертв трагического происшествия от своего лица и от имени Греческой Церкви, и молюсь, чтобы Господь упокоил их души со святыми и ангелами.
Патриарх Константинопольский Варфоломей:
Мы погрузились в скорбь, получив неожиданное известие о гибели Патриарха Петра. От себя лично и от имени Вселенского Патриархата я хочу выразить глубокие соболезнования всем близким жертв этой трагедии».
Патриарх Иерусалимский Ириней:
Как гром среди ясного неба застало нас горькое известие о гибели предстоятеля Александрийской Церкви господина Петра. Неисповедимы пути Господни.

В послании Патриарха Московского и всея Руси Алексия II Священному Синоду Александрийской Православной Церкви говорится: 
До глубины души потрясены известием о безвременной трагической кончине Блаженнейшего Папы и Патриарха Петра и сопровождавших его архиереев, клириков и мирян Александрийской Православной Церкви. Эта страшная весть причинила острую боль от сознания невосполнимости этой потери. Ещё недавно, принимая у себя трагически погибших Предстоятеля и собратьев-архиереев, Мы наслаждались дружеским общением. Сегодня же Наш ум отказывается верить, что их уже нет среди нас. Нет слов, могущих выразить меру Нашей горечи, и не было бы предела отчаянию, если бы не спасительная вера наша в Жизнодавца Господа, Который „не есть Бог мертвых, но живых, ибо у Него все живы“ (Лк. 20. 38). К Нему Мы обращаемся в эти скорбные минуты с горячей молитвой и просим даровать новопреставленным блаженное упокоение и вечную память. От лица всей Русской Православной Церкви приносим Наши глубокие соболезнования и сопереживания осиротевшей Александрийской Православной Церкви.
12 сентября премьер-министр Греции Костас Караманлис объявил об отставке командующего греческими ВВС генерал-лейтенанта Панайотиса Папаниколау, который, по заявлению премьер-министра, обязан нести личную ответственность за аварию и необеспечение своевременных и должных поисково-спасательных мероприятий. В связи с трагедией, греческое правительство объявило трёхдневный траур.
В память трагически погибших в авиакатастрофе Александрийского Патриарха Петра VII и сопровождавших его митрополитов и клириков в Александрии был построен Парекклисион во имя апостола Марка и святителя Нектария Эгинского, освящение которого состоялось 25 ноября 2012 года.

## Расследование причин
Согласно заключению, опубликованному в 2007 году, вертолёт потерял давление во второй гидравлической системе, лопасти сначала ударились одна о другую, а затем о фюзеляж; вертолёт упал в течение нескольких секунд. Экипаж обвинялся в несоблюдении процедуры полёта, изготовитель — в аппаратном сбое.
Заключение о причинах падения многим показалось недостаточным и противоречивым. В прессе писали, что вертолёт упал в результате взрыва. Фирма-изготовитель вертолёта, Boeing, отказалась предоставить информацию об испытаниях машины.